# Shannon Dunn-Downing
Shannon Dunn-Downing, née le 26 novembre 1972 à Arlington Heights, est une snowboardeuse américaine spécialisée dans le half-pipe.
Au cours de sa carrière, elle a remporté la médaille de bronze olympique en Jeux olympiques d'hiver de 1998 à Nagano en half-pipe. Aux mondiaux, elle y a également remportée la médaille d'argent en 2001 en half pipe. Elle a également participé aux Jeux de Salt Lake City en 2002 où elle a décroché la cinquième place.

## Palmarès

### Jeux olympiques d'hiver
- Médaillée de bronze olympique aux Jeux olympiques d'hiver de 1998 à Nagano ( Japon)